# Klinik
I Klinik sono un gruppo musicale belga.

## Storia del gruppo
Fondati da Dark Ivens e Marc Verhaeghen, i Klinik sono assurti a gruppo di culto del genere industrial, di cui sono considerati fra i gruppi più rappresentativi, nonché fra i pionieri dell'electronic body music. Il loro è uno stile ballabile caratterizzato da ritmi sostenuti, voci distorte elettronicamente e che sfocia nella techno come confermano specialmente le loro uscite pubblicate a partire dalla seconda metà degli anni novanta. Fra le fonti di ispirazione del gruppo vi sono i Cabaret Voltaire, i Throbbing Gristle e i Test Dept, nonché il cinema e la musica di John Carpenter.

## Discografia parziale
- 1985 – Sabotage
- 1986 – Plague
- 1988 – Face to Face
- 1989 – Box
- 1991 – Time
- 1992 – Contrast
- 1993 – Live
- 1995 – Stitch
- 1995 – To the Knife
- 1996 – Awake
- 1998 – Blanket of Fog
- 2002 – Sonic Surgery
- 2003 – Akhet
- 2004 – Live at Wave-Gotik-Treffen 2004
- 2004 – Dark Surgery